# Джеймс Вістлер
Джеймс Вістлер, повне ім'я Джеймс Ебботт Мак-Нейл Вістлер (англ. James Abbott McNeill Whistler; 10 липня 1834 — 17 липня 1903, Лондон) — англо-американський художник 2-ї половини XIX століття. Малював портрети, пейзажі, працював графіком, творив офорти і літографії.

## Біографія

### Навчання
Народився в містечку Лоуелл, штат Массачусетс, США. Батько — відомий залізничний інженер, Джордж Вашингтон Вістлер, був запрошений на роботи до Російської імперії, де проектував Миколаївську залізницю. Син жив з батьком в Росії. Навчався у школі, де вивчив і французьку, престижну мову російського дворянства. Навчання продовжив в Академії мистецтв міста Петербург. 1848 року під час епідемії холери помер його батько.
Джеймс Вістлер мав брата. По смерті батька він таки отримав частку батьківського спадку (близько 2000 франків на рік), що дозволило не бідувати, вести життя вільного художника і навіть жити без економії.
Вістлер повернувся у Сполучені Штати, де навчався в військовій школі Вест-Пойнт, але був звільнений за неуспіхи в хімії. В 1850-тї зробив перші спроби в створенні офортів.

## Паризький період
у 1855 р. переїздить до Парижа, де навчався живопису у Шарля Глейра (1806—1874). В часи перебування в Парижі відвідував музей Лувр, де копіював картини. На той час в Парижі зійшла зірка слави художників Іспанії, картини котрих потрапили у Лувр. Бути прихильником іспанських художників XVII ст. було черговою модою серед французьких митців. Серед прихильників картин Дієго Веласкеса були Едуар Мане та Джемс Вістлер.
Другою модною забавою була зацікавленість у японському мистецтві. Митці Франції, котрі неупинно шукали нові шляхи художньої виразності, відкрили для себе японське мистецтво (перш за все друковану графіку укійо-е), серед прихильників укійо-е були Клод Моне та Вінсент ван Гог. До вивчення японської друкованої графіки залучився і Вістлер.

### Відвідини Нідерландів
У той період Джемс Вістлер у мистецтві був прихильником реалізму. Серед художників минулого його цікавили голландські реалісти XVII ст., серед них Ян Стен, Саломон ван Рейсдал та Рембрандт. 1858 року художник прибув у Нідерланди, де відвідав міста Гаага, Дордрехт , Домбург та Амстердам. Художню свідомість Вістлера зачепив саме Амстердам, котрому він присвятив низку власних офортів.

### Судовий процес з Джоном Раскіном
Дружні стосунки з французьким художником Альфонсом Легро були такі тісні, що примусив того перебратися в Британію.
Фігура досить космополітична за мовою і вихованням, Вістлер оселився в Лондоні. Перша серія його офортів надрукована у 1858 р. Митці Франції схвалювали офорти, тоді як Джон Раскін критикував. Образившись на Раскіна, Вістлер подав судовий позив і виграв процес. Але судові виплати збанкрутували художника.

### Венеція
В 1879 р. Віслер на 14 місяців перебрався в Венецію, де займався акварельним живописом і зробив близько 50 офортів.

### Повернення у Лондон
Художник таки зробив кар'єру в Британії, де посів місце президента Товариства англійських художників. Був світським «левом». Серед знайомих художника — Обрі Бердслі та драматург і письменник Оскар Уайльд, голова англійського декадансу.

### Смерть
Художник помер в Лондоні і його поховали на цвинтарі церкви Св. Миколая в районі Чізвик.

## Офорти роботи Вістлера

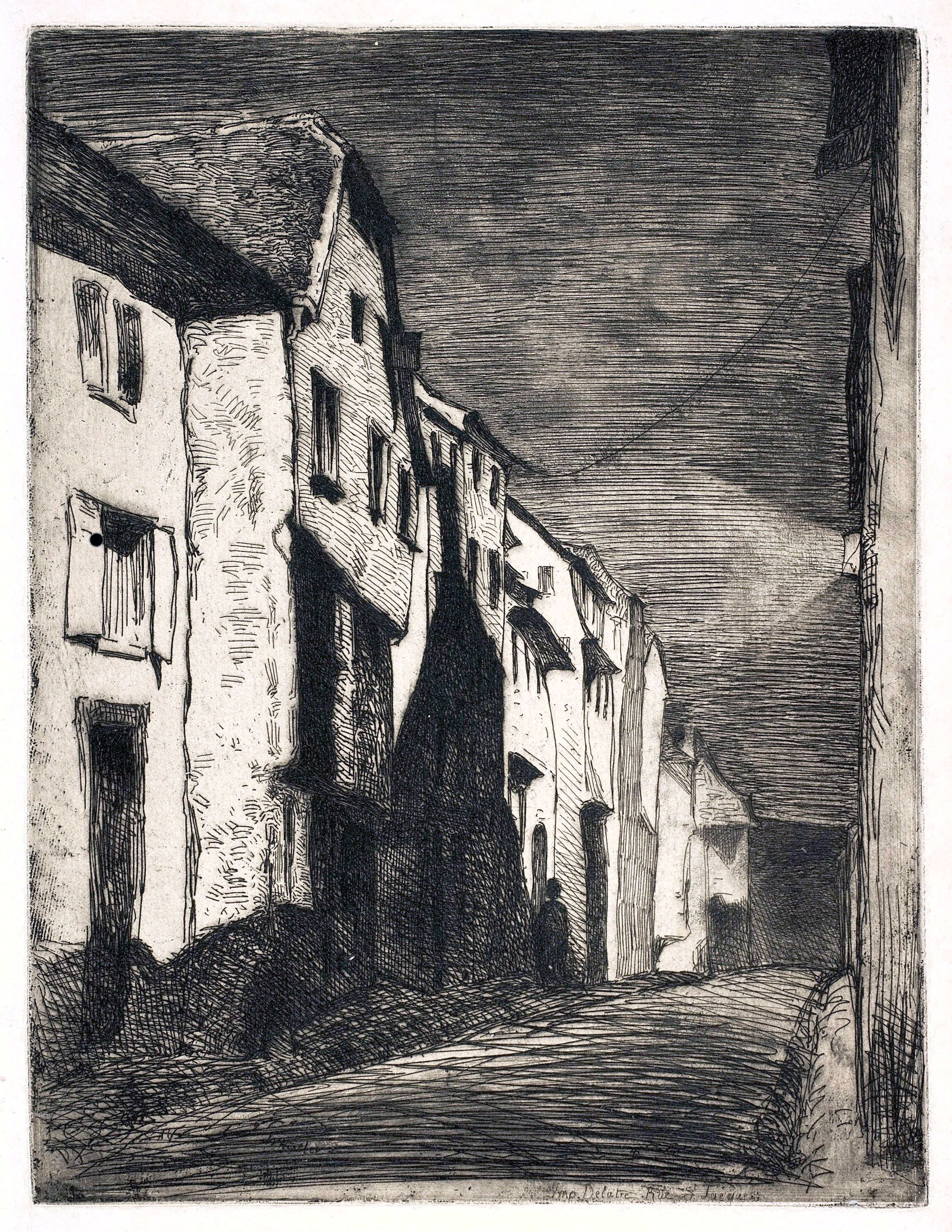
Вулиця Саве́рна, 1858
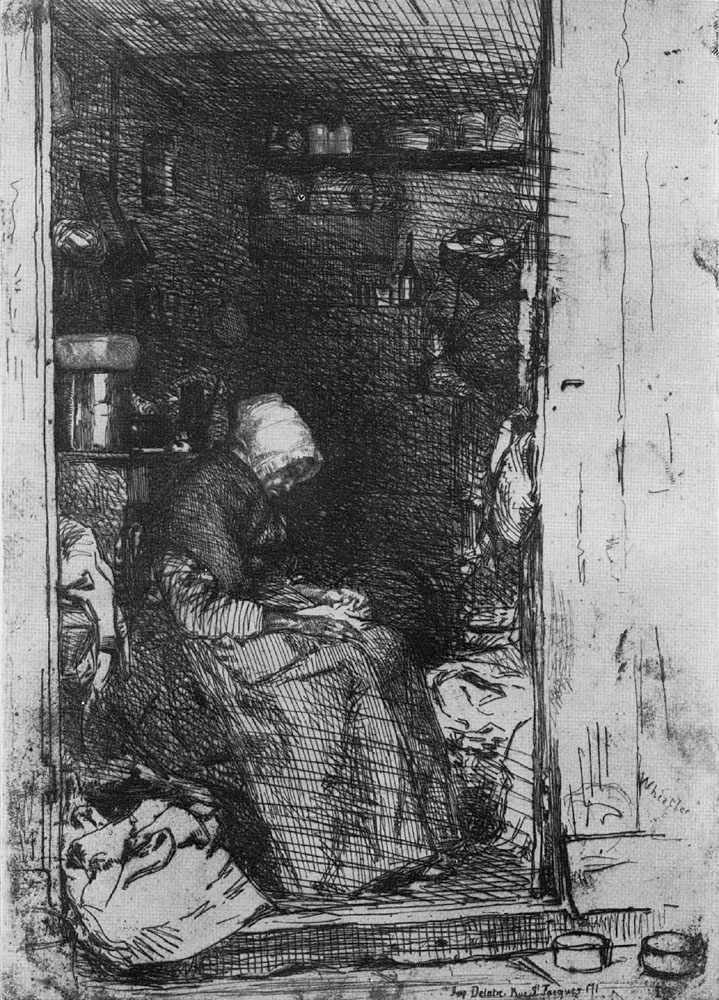
Літня жінка з ганчірʼям, 1858
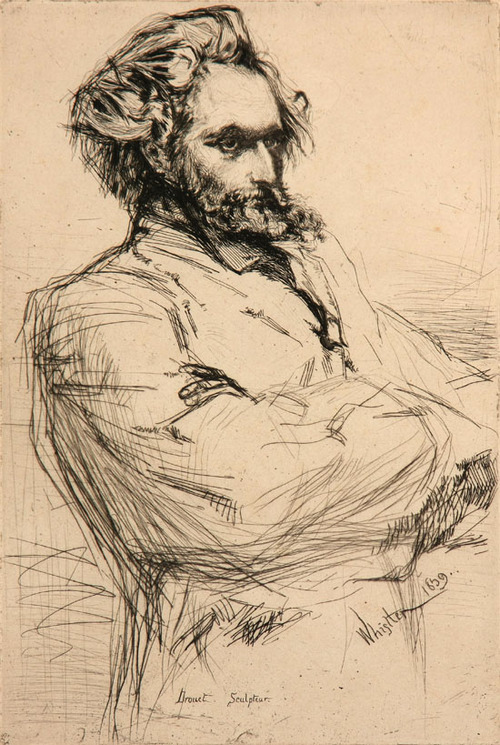
Скульптор Шарль Дрюо (Charles l. Drouet), 1859
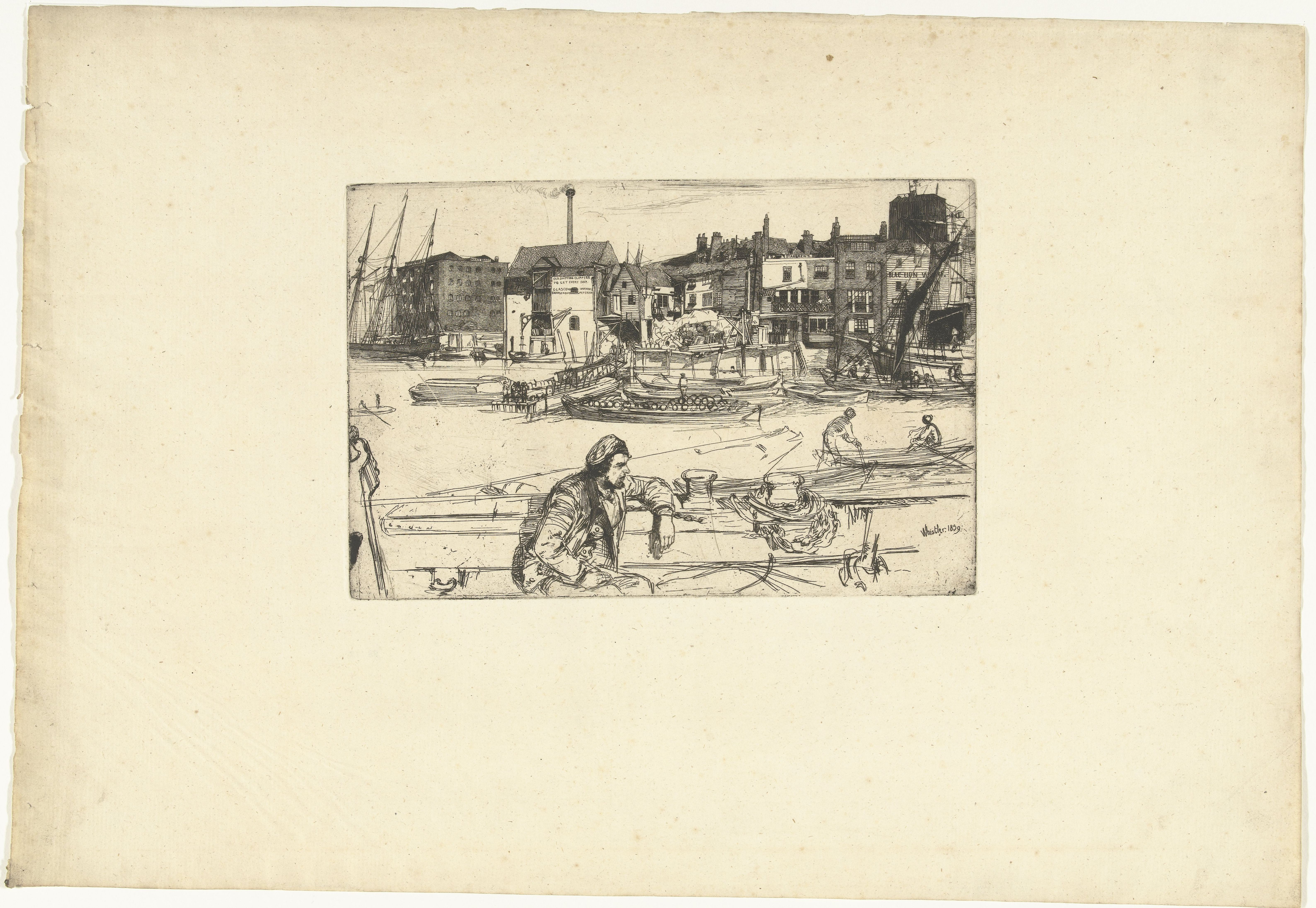
Верф «Чорний лев». Серія офортів «Шістнадцять краєвидів Темзи», 1859
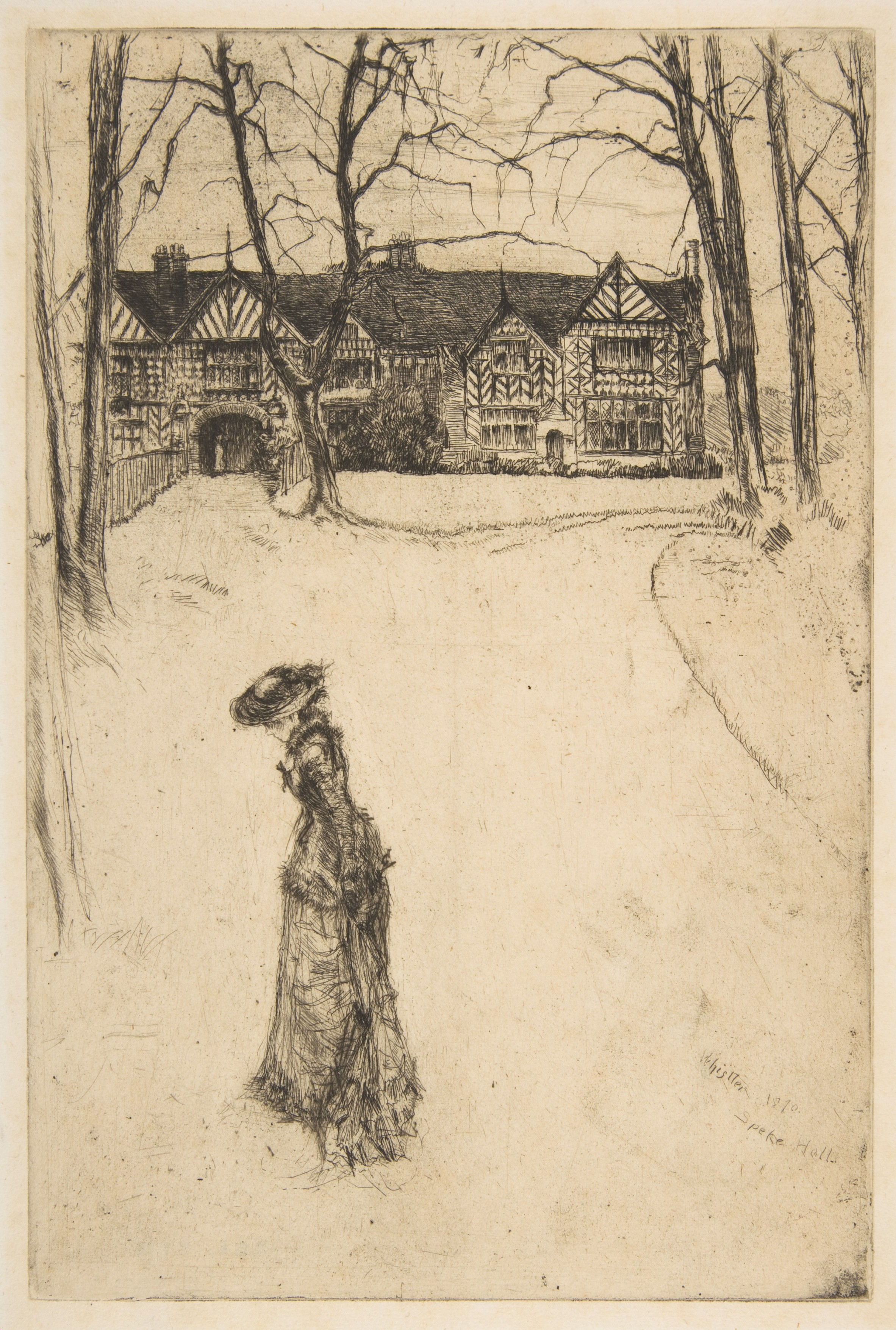
Спік Голл (Speke Hall), 1870
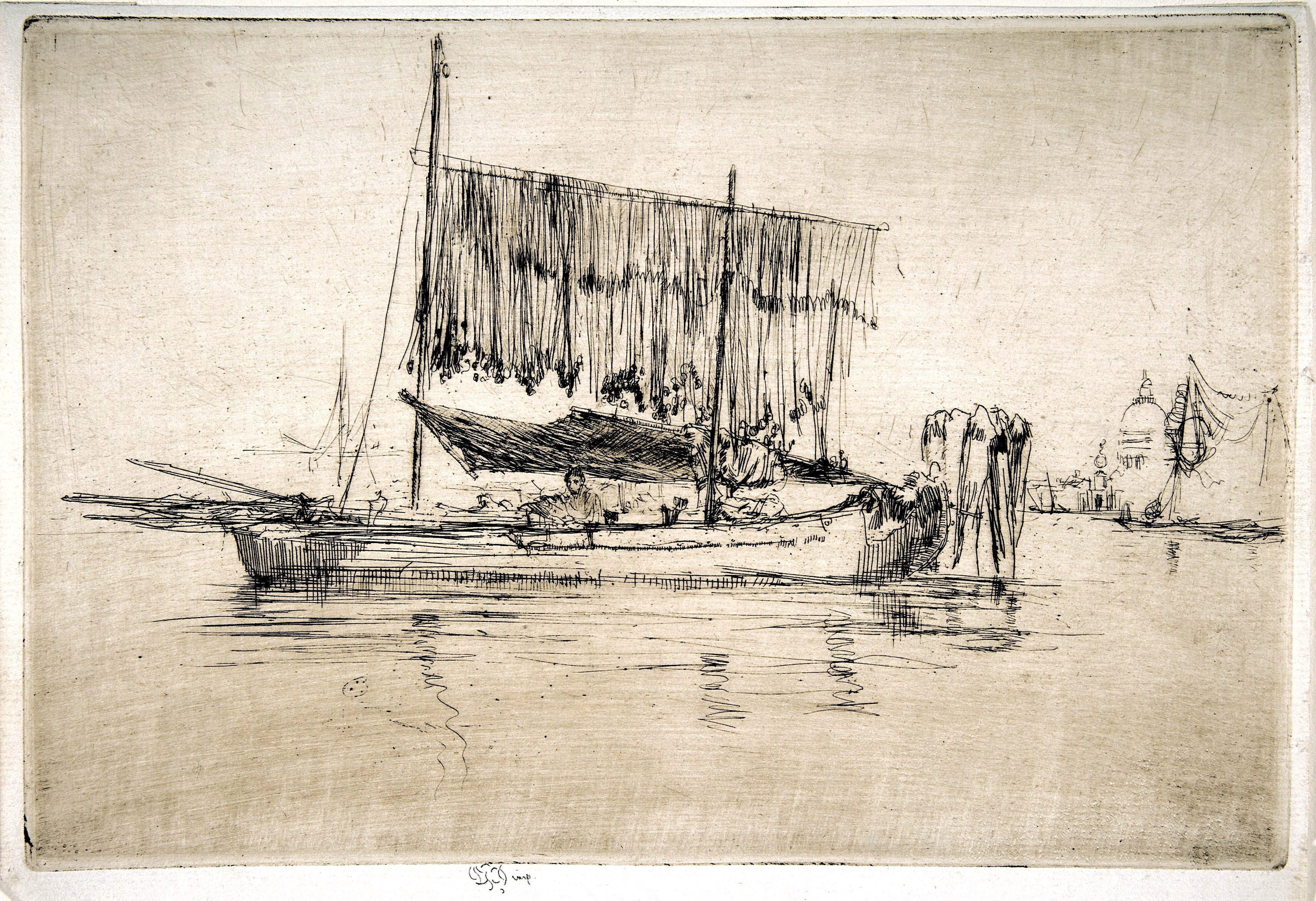
Човен рибалки, 1879 або 1880
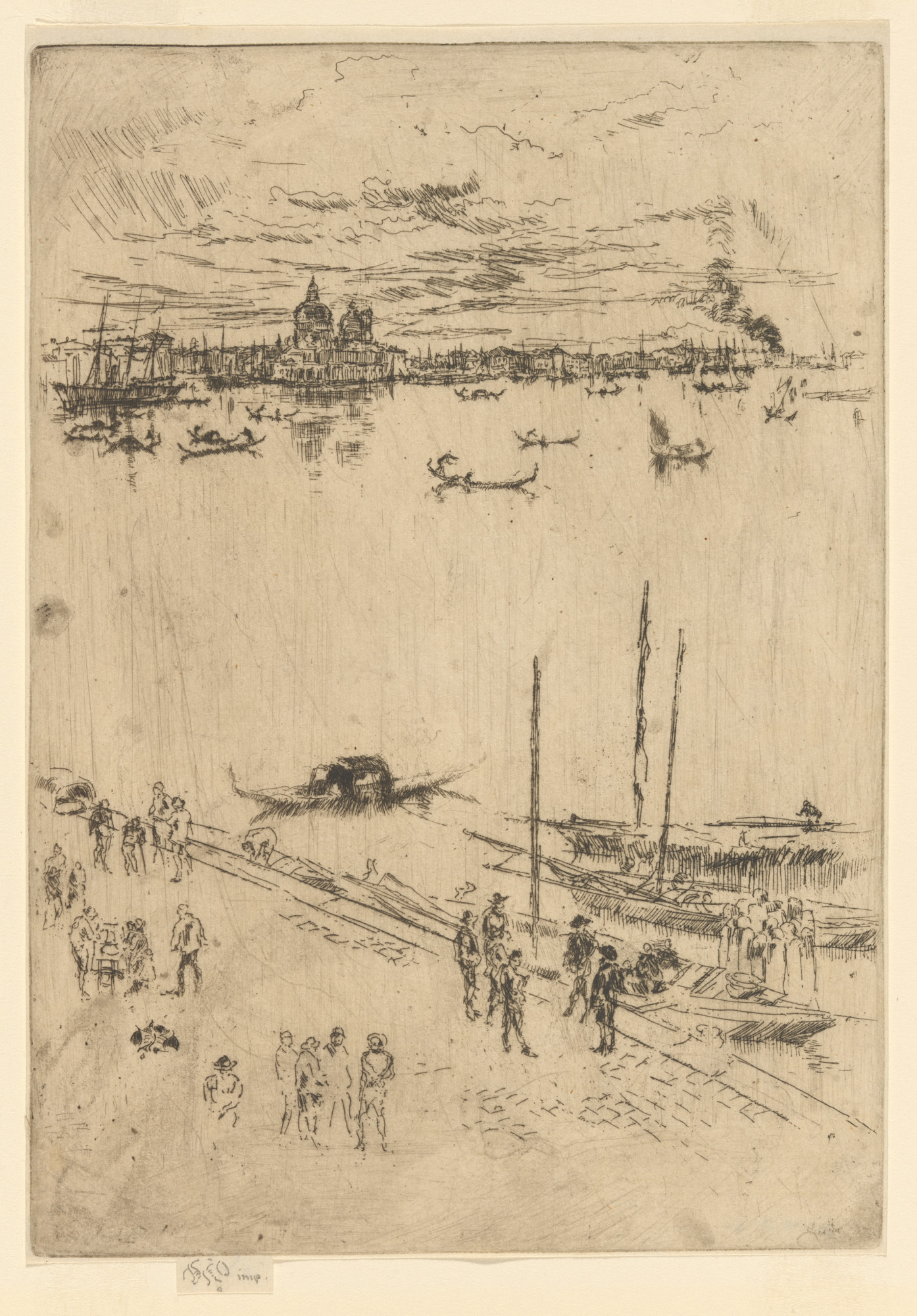
Опора Венеції, 1879 або 1880
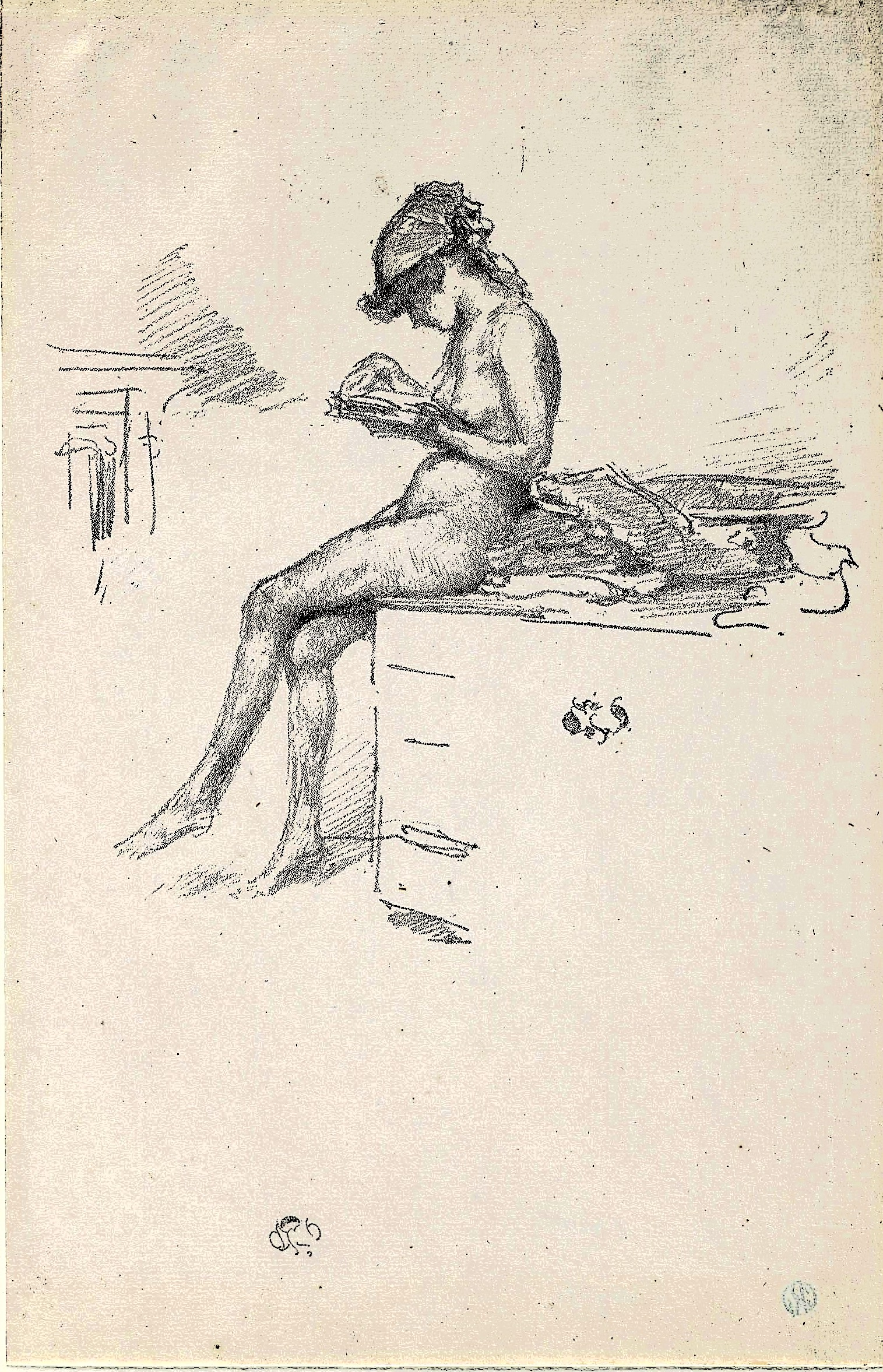
Оголена за читанням, 1889 або 1890

## Портрети пензля Вістлера

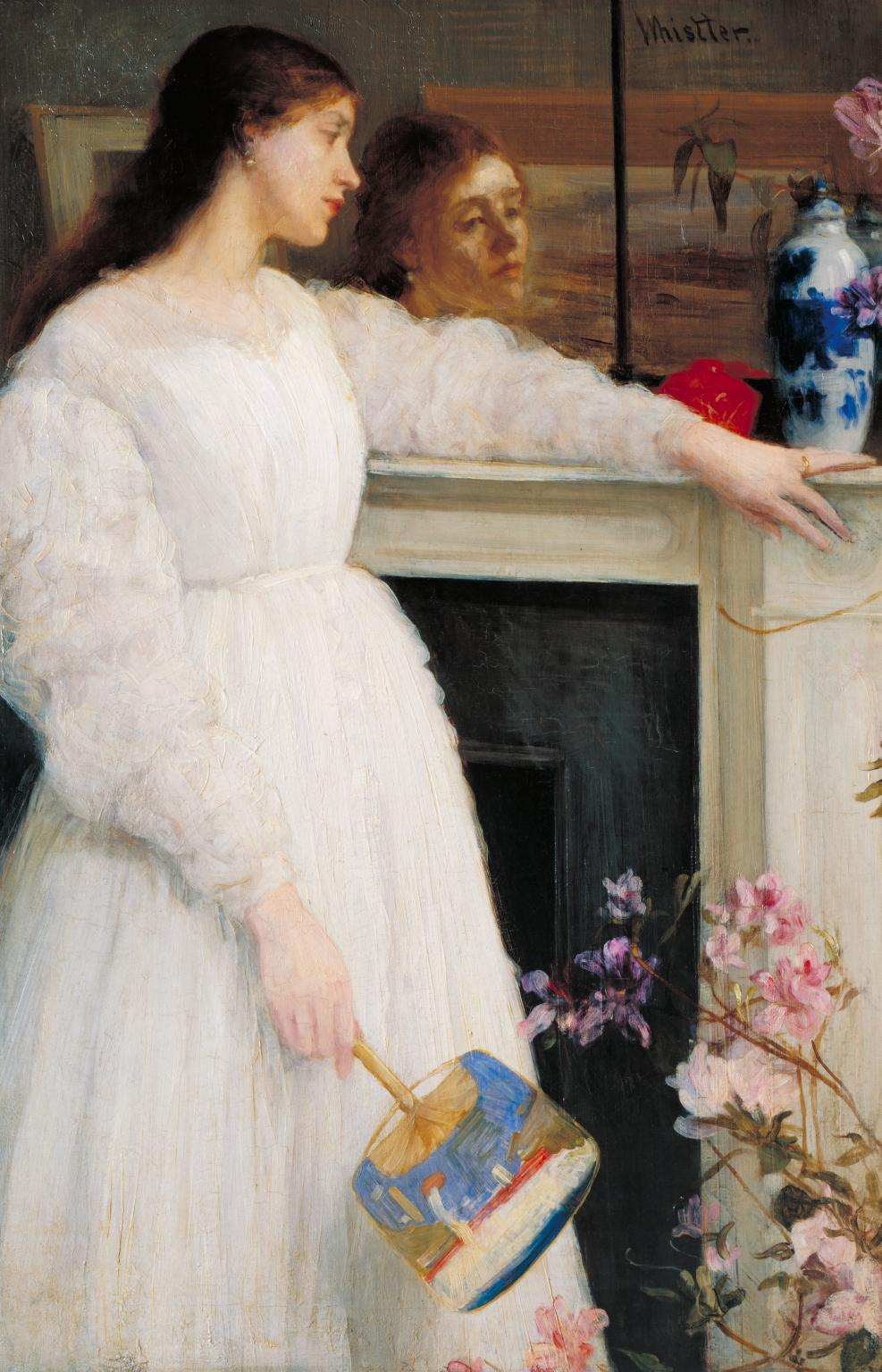
Джоана Хіферман, 1864
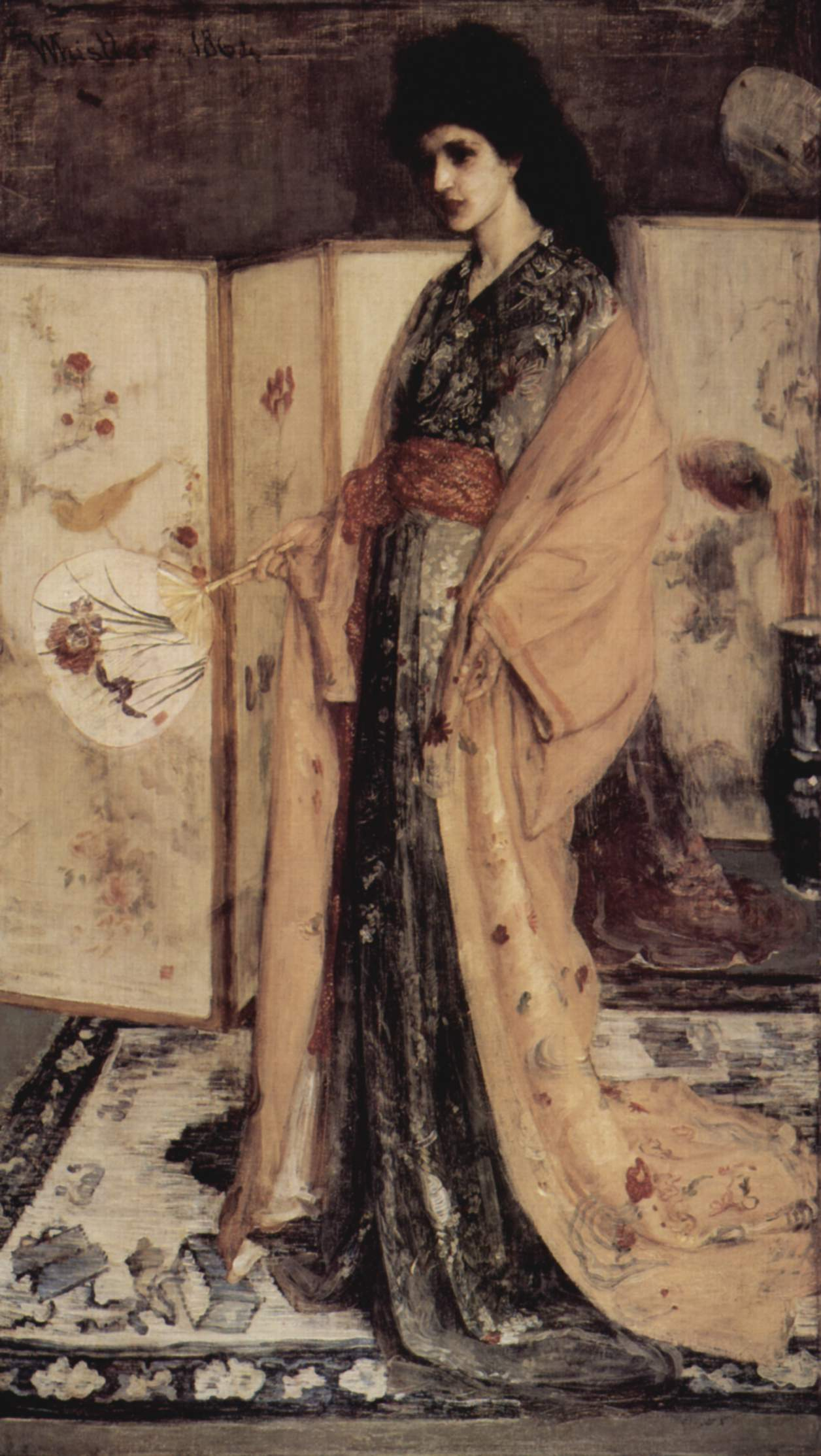
Портрет 1863
Симфонія в білому №1, 1862

## Пейзажі Вістлера

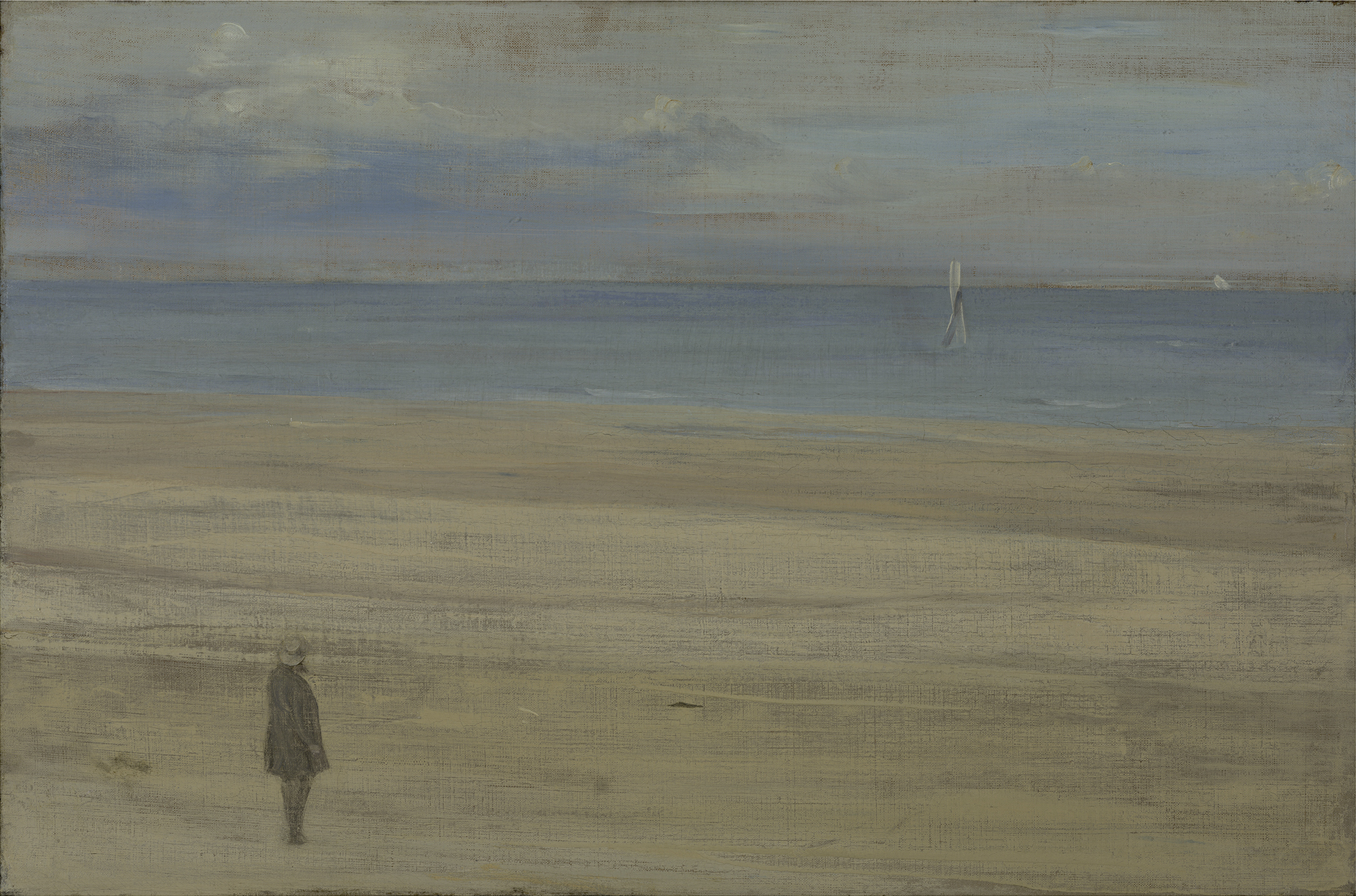
Гармонія в блакитному та срібному, 1865
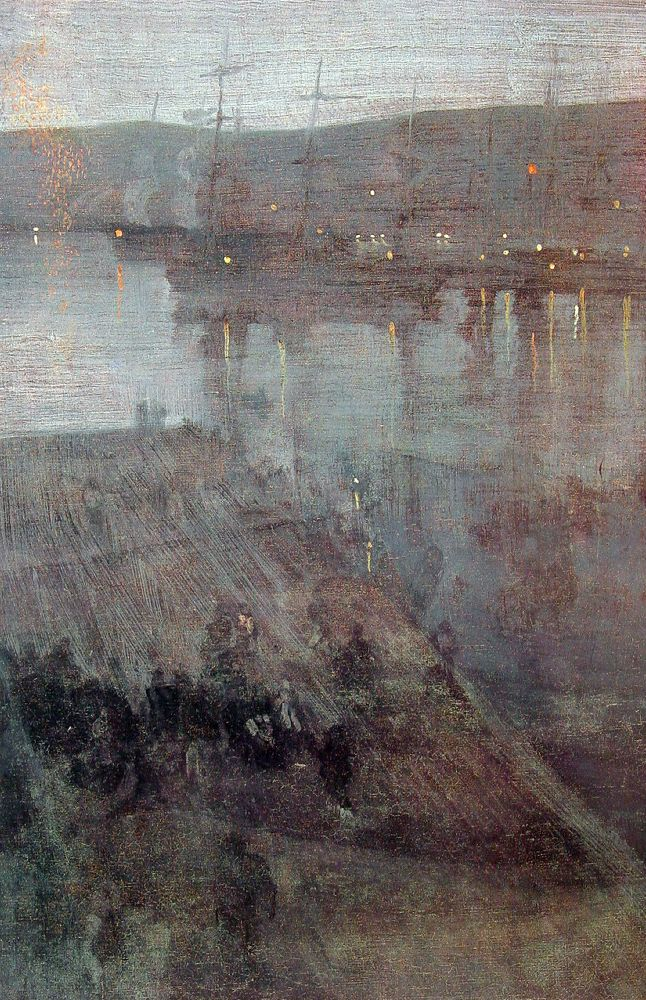
Ноктюрн в блакитному і золотому, 1866
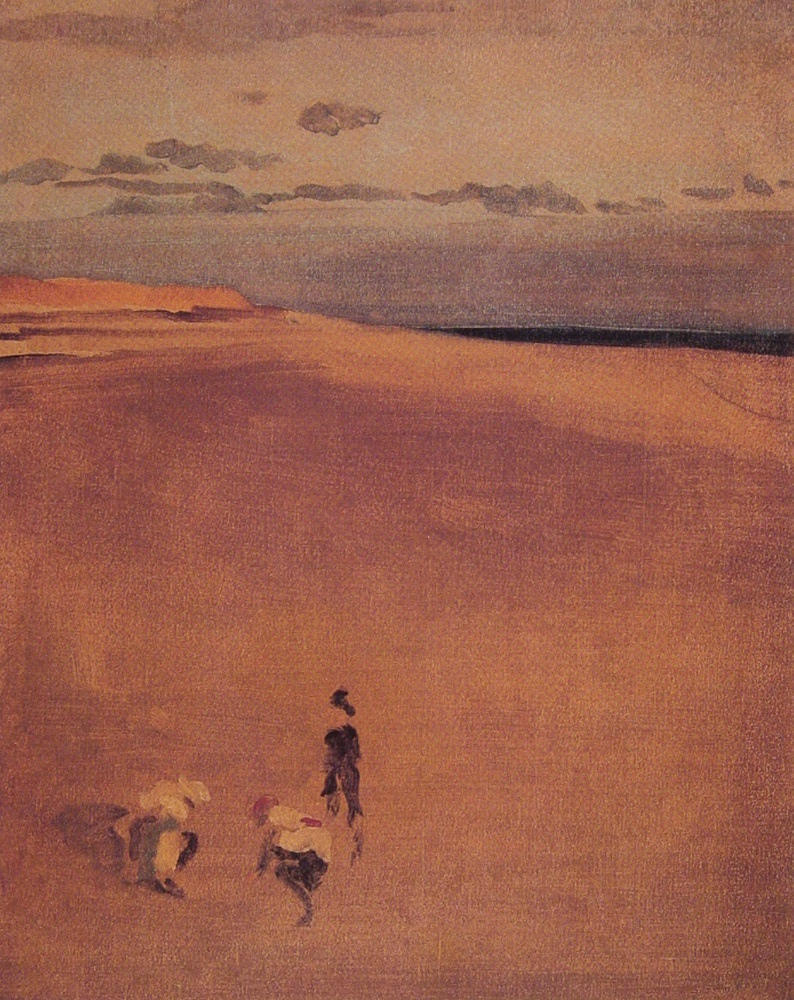
Узбережжя на Селсі Білл, 1865
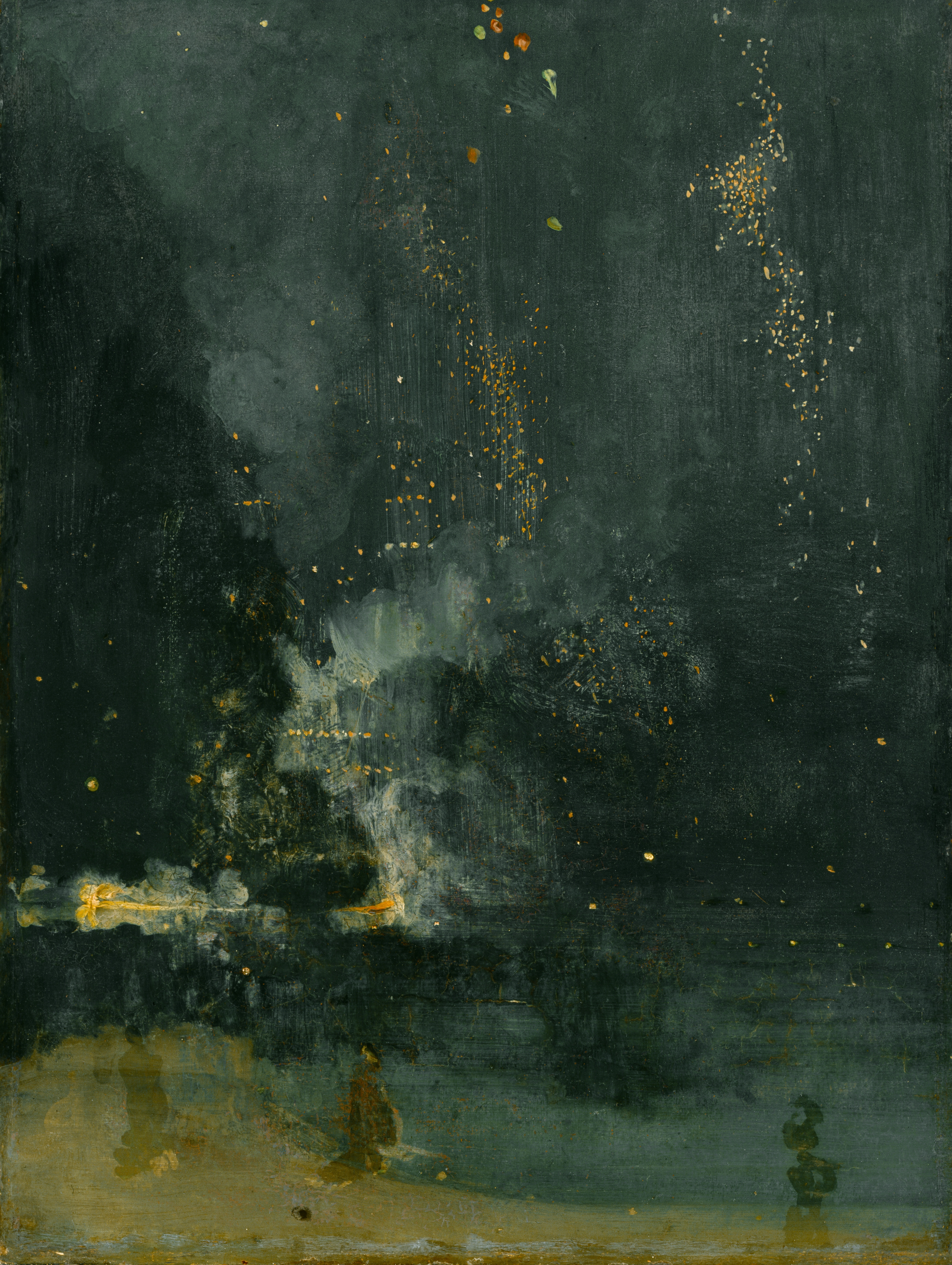
Ноктюрн у чорному і золотому - падаюча ракета, 1872-1877

## У мас-культурі
Навколо картини «Мати Вістлера» розгортались події англійської комедії «Бін» (1997), де головну роль виконав Ровен Аткінсон.